# Александер Мак-Каллок
Александер Мак-Каллок (англ. Alexander McCulloch, 25 жовтня 1887 — 5 вересня 1951) — британський академічний веслувальник.
Срібний призер Олімпійських Ігор 1908 року в одиночці.